# بازخواهم گشت
بازخواهم گشت (به انگلیسی: Be Right Back)، نخستین قسمت از فصل دوم مجموعه آنتولوژی علمی‌تخیلی بریتانیایی آینه سیاه است. این اپیزود توسط خالق سریال آینه سیاه یعنی چارلی بروکر نوشته شده‌است و اوئن هریس وظیفه کارگردانی آن را برعهده داشته‌است. بازخواهم گشت نخستین بار در تاریخ ۱۱ فوریه ۲۰۱۳ از طریق کانال ۴ به روی آنتن رفت. هایلی اتول و دامنل گلیسون دو بازیگر اصلی این قسمت از سریال هستند.
بازخواهم گشت داستان زندگی دختری بنام مارتا را دنبال می‌کند که دوست‌پسر خود به نام اش را در یک سانحه تصادف از دست می‌دهد. از آنجا که تحمل این انزوا برای مارتا سخت است، او سعی می‌کند راهی برای بازگشت اش به زندگی خود پیدا کند تا اینکه از طریق دوستش با یک شرکت تکنولوژی آشنا می‌شود. شرکتی که ادعا می‌کند، می‌تواند به وسیله تکنولوژی باتوجه به سابقه فعالیت اش در اینترنت و به کمک هوش مصنوعی، نسخه بازسازی شده از اش را بسازد. ایده‌ای که در ابتدا بسیار مسخره جلوه می‌کند در ادامه زندگی مارتا را وارد مرحله جدید می‌کند.
چارلی بروکر گفته‌است در نوشتن این قسمت از سریال، دو سؤال را منبع الهام خود قرار داده‌است: آیا بعد از اینکه یک دوست را از دست بدهیم، شماره تلفن او را از لیست مخاطبان حذف می‌کنیم؟ و آیا می‌شود در توِییتر به وسیله هوش مصنوعی، توییت‌های یک فردی را با همان لحن نوشتاری بازسازی کرد؟.
بازخواهم گشت نقدهای بسیار مثبتی از سوی منتقدان دریافت کرد. عملکرد دامنل گلیسون و هایلی اتول مورد تحسین جهانی قرار گرفت. بسیاری این قسمت از سریال را به خاطر موضوع و فضاسازی، ادامه اپیزود همه تاریخچه تو می‌دانند. باوجود اینکه انتقادهایی نسبت به پایان‌بندی این قسمت مطرح شد اما بسیاری از منتقدان، بازخواهم گشت را جزو بهترین اپیزودهای سریال آینه سیاه می‌دانند.